# Vesikelfusion
Vesikelfusion er sammensmeltningen af en vesikel med andre vesikler eller en del af en cellemembran. I sidstnævnte tilfælde er det slutstadiet for udskillelse fra sekretoriske vesikler, hvor deres indhold udstødes fra cellen gennem ekscytose. Vesikler kan også smelte sammen med andre målceller, f.eks. et lysosom. Eksocytose opstår, når sekretoriske vesikler kortvarigt lægger til og smelter sammen i bunden af kopformede strukturer på cellens plasmamembran kaldet porosomer, det universelle sekretoriske maskineri i celler. Vesikel fusion kan afhænge af SNARE-proteiner i nærvær af øget intracellulær calcium- (Ca2+) koncentration.

## Snare-proteiner
Samlingen af SNARE-proteinerne i "trans"-komplekser bygger sandsynligvis bro over de modsatrettede lipid-dobbeltlag af membraner, der tilhører cellen og det sekretoriske granulat, hvilket bringer dem i nærheden og fremkalder deres fusion. Indstrømningen af calcium i cellen udløser færdiggørelsen af samlingsreaktionen, som medieres af en interaktion mellem den formodede calciumsensor, synaptotagmin, med membranlipider og/eller det delvist samlede SNARE-kompleks.
Ifølge "lynlås"-hypotesen starter den komplekse samling ved de N-terminale dele af SNARE-motiverne og fortsætter mod C-terminerne, der forankrer interagerende proteiner i membraner. Dannelsen af "trans"-SNARE-komplekset fortsætter gennem et mellemliggende kompleks bestående af SNAP-25 og syntaxin-1, som senere rummer synaptobrevin-2.
Baseret på stabiliteten af det resulterende cis-SNARE-kompleks er det blevet postuleret, at energi, der frigives under samlingsprocessen, tjener som et middel til at overvinde de frastødende kræfter mellem membranerne. Der er flere modeller, der foreslår en forklaring på et efterfølgende trin - dannelsen af stilk og fusionspore, men den nøjagtige karakter af disse processer er stadig omdiskuteret. To af de mest fremtrædende modeller for dannelse af fusionsporer er teorierne om lipidforede og proteinforede fusionsporer.

## Teorien om lipidforede fusionsporer
En mulig model for dannelse af fusionsporer er teorien om lipidlinje-porer. I denne model sker membranfusionen spontant, når membranerne er bragt tilstrækkeligt tæt på hinanden via SNARE-kompleksets "lynlås"-mekanisme. Det har vist sig, at når de to membraner bringes inden for en kritisk afstand, er det muligt for hydrofile lipidhovedgrupper i den ene membran at smelte sammen med den modsatte membran. I den lipidforede fusionsporemodel fungerer SNARE-komplekset som et stillads, der trækker i membranen og får begge membraner til at trække sig sammen, så de kan nå den kritiske fusionsafstand. Når de to membraner begynder at smelte sammen, dannes der en lipidforet stilk, som udvider sig radialt udad, efterhånden som fusionen skrider frem.
Selvom en lipidforet pore er mulig og kan opnå alle de samme egenskaber, som er observeret i den tidlige poredannelse, findes der ikke tilstrækkelige data til at bevise, at det er den eneste metode til dannelse. Der er i øjeblikket ikke foreslået en mekanisme til regulering mellem cellerne for udsving i lipidforede porer, og de ville have betydeligt sværere ved at frembringe effekter som "kiss-and-run" sammenlignet med deres proteinforede modstykker. Lipidforede porers effektivitet ville også være meget afhængig af sammensætningen af begge membraner, og dens succes eller fiasko kunne variere voldsomt med ændringer i elasticitet og stivhed.

## Teori om protein-foret fusionspore
En anden mulig model for dannelse af fusionsporer er teorien om proteinforede porer. I denne model samles flere SNARE-komplekser efter aktivering af synaptotagmin med calcium for at danne en ringstruktur, hvor synaptobrevin danner poren i vesikel membranen, og syntaxin danner poren i cellemembranen Efterhånden som den oprindelige pore udvides, inkorporerer den lipider fra begge dobbeltlag, hvilket til sidst resulterer i fuldstændig sammensmeltning af de to membraner. SNARE-komplekset har en meget mere aktiv rolle i teorien om den proteinforede pore; fordi poren oprindeligt udelukkende består af SNARE-proteiner, er poren let i stand til at undergå inter-cellulær regulering, hvilket gør udsving og "kiss-and-run"-mekanismer let opnåelige.
En proteinforet pore opfylder perfekt alle de observerede krav til den tidlige fusionspore, og selv om nogle data understøtter denne teori, findes der ikke tilstrækkelige data til at udråbe den til den primære fusionsmetode. En proteinbeklædt pore kræver mindst fem kopier af SNARE-komplekset, mens fusion er blevet observeret med så få som to.
I begge teorier forbliver SNARE-kompleksets funktion stort set uændret, og hele SNARE-komplekset er nødvendigt for at starte fusionen. Det er dog blevet bevist, at in vitro syntaxin i sig selv er tilstrækkeligt til at drive spontan calcium-uafhængig fusion af synaptiske vesikler, der indeholder v-SNARE'er Dette tyder på, at synaptotagmin i Ca2+-afhængig neuronal exocytose er en dobbelt regulator, der i fravær af Ca2+-ioner hæmmer SNARE-dynamikken, mens den i nærvær af Ca2+-ioner fungerer som agonist i membranfusionsprocessen.